# 山田百貨店
山田百貨店（やまだひゃっかてん）は、かつて福島県福島市栄町にあった日本の百貨店である。

## 歴史・概要
1930年（昭和5年）に福島県福島市で山田呉服店として創業したのが始まりである。
1948年（昭和23年）に福島県福島市の本町通に山田百貨店として開業。福島市では2番目の百貨店となった。
1965年（昭和40年）には年商8.5億円(売場面積4,016m2)で、1938年（昭和13年）に先行して百貨店を開いていた中合の年商24.5億円（売場面積7,028m2）に大きな差を付けられ、同じ本町通にあった1958年（昭和33年）に郡山市から進出して百貨店を開いたツタヤの年商10.1億円（売場面積3,210m2）にも抜かれ、福島市第3位の百貨店となっていた。
1971年（昭和46年）9月にライバルの中合が福島商工会議所の小売商部会で売場面積19,338m2に増床することが決まると、もう一つのライバル「ツタヤ百貨店」が1972年（昭和47年）に専門店ビルコルニエツタヤに業態転換したのに対し、山田百貨店は1973年（昭和48年）にニチイ（後のマイカル）の100%出資を受けて傘下に入り、資本力を強化すると共に、中合に対抗してその隣接地に再開発で建設されることになった平和ビルに進出して売場面積9,960m2に増床することが大規模小売店舗法に基いて行われた同年3月3日の福島商工会議所の商業活動調整協議会で認められ、11月13日に移転・開業して福島市で第2位の百貨店の地位を固めた。
その一方で1978年（昭和53年）3月に親会社のニチイの支援を受けて、カネ長武田百貨店、イチムラ、丸光、小美屋と共に新時代の百貨店を目指して株式会社百貨店連合を設立し、同年4月に業務委託契約を結んで仕入関連業務を集約するなど業務の改革も行った。
その後も1979年（昭和54年）3月1日に610m2の増床、11月16日に閉鎖された旧十番館を改装して別館・ヤングフォークス山田（売場面積3,862m2）開業するなど拡張路線を採ったが、1981年（昭和56年）にはヤングフォークス山田を閉店して再び1館体制に戻している。
そして3月に先行して武田百貨店とイチムラの2社と共に株式会社武田山田百貨店（たけだやまだひゃっかてん）となって企業としての山田百貨店は消滅した。
さらに、1982年（昭和57年）9月に株式会社百貨店連合が武田山田百貨店や3月に丸光（本社・仙台市、資本金・8億円）と合併して株式会社丸光小美屋を設立していた丸光小美屋と合併して5社が経営していた百貨店の経営を完全に引継いだため、法人名から山田の名が消えることになった。
以降、山田百貨店を前身に持つ法人についてはダックビブレ及びさくら野百貨店を参照。